# 58. Golden Globe-gála
Az 58. évi Arany Glóbusz, azaz Golden Globe-díjátadóra 2001. január 21-én kerül sor a Beverly Hills-i Beverly Hilton Hotelben, Kaliforniában.
A szórakoztatóiparban tett komoly munkáért járó Cecil B. DeMille-életműdíjat ebben az évben Al Pacino kapta.

## Kategóriák és jelöltek
Nyertesek félkövérrel jelölve

### Mozifilmek

#### Legjobb film (dráma)
- Billy Elliot
- Erin Brockovich – Zűrös természet
- Gladiátor
- A napfény íze
- Traffic
- Wonder Boys – Pokoli hétvége

#### Legjobb film (musical vagy vígjáték)
- Csibefutam
- Csokoládé
- Majdnem híres
- Nem kutya
- Ó, testvér, merre visz az utad?

#### Legjobb színész (dráma)
- Javier Bardem (Mielőtt leszáll az éj)
- Russell Crowe (Gladiátor)
- Michael Douglas (Wonder Boys – Pokoli hétvége)
- Tom Hanks (Számkivetett)
- Geoffrey Rush (Sade márki játékai)
- Johnny Depp "(Csokoládé)"

#### Legjobb színész (musical vagy vígjáték)
- Jim Carrey (A Grincs)
- George Clooney (Ó, testvér, merre visz az utad?)
- John Cusack (Pop, csajok satöbbi)
- Robert De Niro (Apádra ütök)
- Mel Gibson (Mi kell a nőnek?)

#### Legjobb színésznő (dráma)
- Joan Allen (A manipulátor)
- Björk (Táncos a sötétben)
- Ellen Burstyn (Rekviem egy álomért)
- Laura Linney (Számíthatsz rám)
- Julia Roberts (Erin Brockovich – Zűrös természet)

#### Legjobb színésznő (musical vagy vígjáték)
- Juliette Binoche (Csokoládé)
- Brenda Blethyn (Fűbenjáró bűn)
- Sandra Bullock (Beépített szépség)
- Tracey Ullman (Süti, nem süti)
- Renée Zellweger (Betty nővér)

#### Legjobb mellékszereplő színész
- Jeff Bridges (A manipulátor)
- Willem Dafoe (A vámpír árnyéka)
- Benicio del Toro (Traffic)
- Albert Finney (Erin Brockovich – Zűrös természet)
- Joaquin Phoenix (Gladiátor)

#### Legjobb mellékszereplő színésznő
- Judi Dench (Csokoládé)
- Kate Hudson (Majdnem híres)
- Frances McDormand (Majdnem híres)
- Julie Walters (Billy Elliot)
- Catherine Zeta-Jones (Traffic)

#### Legjobb rendező
- Ang Lee (Tigris és sárkány)
- Ridley Scott (Gladiátor)
- Steven Soderbergh (Erin Brockovich – Zűrös természet)
- Steven Soderbergh (Traffic)
- Szabó István (A napfény íze)

#### Legjobb forgatókönyv
- Majdnem híres
- Sade márki játékai
- Traffic
- Wonder Boys – Pokoli hétvége
- Számíthatsz rám

#### Legjobb eredeti betétdal
- Beépített szépség – „One in a Million”
- Eszeveszett birodalom – „My Funny Friend and Me”
- Frequency – „When You Come Back to Me Again”
- Táncos a sötétben – „I've Seen It All”
- Wonder Boys – Pokoli hétvége – „Things Have Changed”

#### Legjobb eredeti filmzene
- Csokoládé
- Gladiátor
- Maléna
- A napfény íze
- Tigris és sárkány
- Vad lovak

#### Legjobb idegen nyelvű film
- Korcs szerelmek
- Maléna
- Száz lépés
- A sziget foglya
- Tigris és sárkány

### Televízió

#### Legjobb televíziósorozat (dráma)
- Az elnök emberei
- CSI: A helyszínelők
- Maffiózók
- Ügyvédek
- Vészhelyzet

#### Legjobb televíziósorozat (musical vagy vígjáték)
- Ally McBeal
- Frasier – A dumagép
- Malcolm in the Middle
- Szex és New York
- Will és Grace

#### Legjobb televíziós minisorozat vagy tévéfilm
- Bombabiztos
- A legendás trombitás
- Nürnberg
- A parton
- Tiltott képek

#### Legjobb színész, televíziósorozat (dráma)
- Andre Braugher (Gideon's Crossing)
- James Gandolfini (Maffiózók)
- Rob Lowe (Az elnök emberei)
- Dylan McDermott (Ügyvédek)
- Martin Sheen (Az elnök emberei)

#### Legjobb színész, televíziósorozat (musical vagy vígjáték)
- Ted Danson (Becker)
- Kelsey Grammer (Frasier – A dumagép)
- Eric McCormack (Will és Grace)
- Frankie Muniz (Malcolm in the Middle)
- Ray Romano (Szeretünk, Raymond!)

#### Legjobb színész, televíziós minisorozat vagy tévéfilm
- Alec Baldwin (Nürnberg)
- Brian Cox (Nürnberg)
- Brian Dennehy (Death of a Salesman)
- Andy García (A legendás trombitás)
- James Woods (Tiltott képek)

#### Legjobb színésznő, televíziósorozat (dráma)
- Jessica Alba (Sötét angyal)
- Lorraine Bracco (Maffiózók)
- Amy Brenneman (Amynek ítélve)
- Edie Falco (Maffiózók)
- Sarah Michelle Gellar (Buffy, a vámpírok réme)
- Sela Ward (Még egyszer és újra)

#### Legjobb színésznő, televíziósorozat (musical vagy vígjáték)
- Calista Flockhart (Ally McBeal)
- Jane Kaczmarek (Malcolm in the Middle)
- Debra Messing (Will és Grace)
- Bette Midler (Bette)
- Sarah Jessica Parker (Szex és New York)

#### Legjobb színésznő, televíziós minisorozat vagy tévéfilm
- Judi Dench (Az utolsó szőke bombázó)
- Holly Hunter (Harlan County War)
- Christine Lahti (A média áldozata)
- Frances O’Connor (Bovaryné)
- Rachel Ward (A parton)
- Alfre Woodard (Holiday szíve)

#### Legjobb mellékszereplő színész, televíziósorozat, televíziós minisorozat vagy tévéfilm
- Robert Downey Jr. (Ally McBeal)
- Sean Hayes (Will és Grace)
- David Hyde Pierce (Frasier – A dumagép)
- John Mahoney (Frasier – A dumagép)
- Christopher Plummer (American Tragedy)
- Bradley Whitford (Az elnök emberei)

#### Legjobb mellékszereplő színésznő, televíziósorozat, televíziós minisorozat vagy tévéfilm
- Kim Cattrall (Szex és New York)
- Faye Dunaway (Nehéz választás)
- Allison Janney (Az elnök emberei)
- Megan Mullally (Will és Grace)
- Cynthia Nixon (Szex és New York)
- Vanessa Redgrave (Ha a falak beszélni tudnának 2)